# Dibulla
Dibulla é um município da Colômbia, localizado no departamento de Guajira.